# Ле-Пуаза-Лаллейр'я
Ле-Пуаза-Лаллейр'я (фр. Le Poizat-Lalleyriat) — муніципалітет у Франції, у регіоні Овернь-Рона-Альпи, департамент Ен. Ле-Пуаза-Лаллейр'я утворено 1 січня 2016 року шляхом злиття муніципалітетів Лаллейр'я i Ле-Пуаза. Адміністративним центром муніципалітету є Лаллейр'я. Населення — 746 осіб (01.01.2021).